# Fernuniversität
Fernuniversitäten sind Fernhochschulen mit Promotionsrecht, die Studiengänge mit regulärem akademischem Abschluss ausschließlich im Wege des Fernstudiums anbieten, bei dem es auch Präsenzphasen gibt, beispielsweise für die Klausuren. Im Unterschied zu den zahlreichen Fernschulen ermöglichen sie somit den Erwerb eines akademischen Grades und im Unterschied zu Fernfachhochschulen den Erwerb einer Promotion. Mittlerweile werden von zahlreichen Präsenzuniversitäten auch einzelne Fernstudiengänge angeboten.
Weltweit gibt es zahlreiche Fernuniversitäten, die Fernstudien mit akademischen Abschlüssen anbieten. In Deutschland ist die Fernuniversität in Hagen die erste und einzige ausschließlich als Fernuniversität arbeitende Universität. An der Anzahl der Studierenden gemessen ist sie die größte Universität Deutschlands. 
Bei den Personalverantwortlichen deutscher Unternehmen gilt das Fernstudium als mindestens gleichwertig zum Präsenzstudium.
Das System einer virtuellen Universität hat in der Regel mehrere Komponenten, beispielsweise
- Fernstudium mit Studienbriefen und Internetverwaltung
- Online-Fernstudium: Aufgaben werden im Internet gestellt
- Computerunterstützte Lernprogramme über das Internet
- Online-Seminare mit Newsgroups, E-Mail-Listen
- Videokonferenzen

## Gliederung
Das Niveau der Ausbildung unterscheidet sich dabei nicht von herkömmlichen Hochschulen. Das Lehrmaterial wird hierbei meist durch Studienbriefe verteilt. Hierbei sind, ähnlich wie an Präsenzuniversitäten, Hausarbeiten zu erledigen. Die Leistungsnachweise werden ebenso konventionell durch Klausuren und die aktive Teilnahme an Seminaren mit Referat und Hausarbeit erbracht. Ebenso gilt es, mündliche und schriftliche Prüfungen zu bestehen. Am Ende des Studiums steht eine schriftliche Studienabschlussarbeit sowie meistens eine Abschlussprüfung.

## Geschichte
Fernuniversitäten waren ursprünglich auch aus einem emanzipatorischen Gedanken heraus gegründet worden. Wem die Zeit, finanzielle Mittel oder die formellen Voraussetzungen zum Studium fehlten, sollte in die Lage versetzt werden, ein Fernstudium absolvieren zu können, so es ihm seine Begabung ermöglichte. Häufig werden Fernuniversitäten von Studierenden benutzt, die berufstätig oder in der Elternzeit sind. Daneben findet man auch Studierende aus dem ländlichen Raum oder aus dem Ausland ohne ortsnahen Zugang zu einer Präsenzuniversität, sowie chronisch Kranke, Behinderte, Inhaftierte und Berufssportler. In der Geschichte des Fernunterrichts werden drei Generationen voneinander unterschieden: Die Korrespondenz-Generation (ab 1850), die Telekommunikations- oder Open-University-Generation (ab 1960) und die Internet-Generation (ab 1990).

## Fernuniversitäten im deutschsprachigen Raum
In Deutschland wurde die maßgeblich durch Johannes Rau initiierte Fernuniversität in Hagen 1974 als Universität und Gesamthochschule gegründet, sie ist die erste und einzige öffentlich-rechtliche Fernuniversität in Deutschland. Das Studienangebot umfasst Bachelor- und Masterstudiengänge, Weiterbildung und Akademiestudien. Im Rahmen der Akademiestudien ist auch wissenschaftliche Weiterbildung ohne Zugangsbeschränkungen möglich. Es gibt folgende Fakultäten: Kultur- und Sozialwissenschaften, Mathematik und Informatik, Psychologie, Wirtschaftswissenschaft und Rechtswissenschaft. Die Fernuniversität unterhält Campusstandorte in Deutschland, Österreich, der Schweiz und Ungarn und kooperiert mit zahlreichen Hochschulen und wissenschaftlichen Einrichtungen in der Welt.
In der Schweiz bietet die vom Bund anerkannte FernUni Schweiz grundständige Studiengänge in den Fachrichtungen Geschichtswissenschaften, Psychologie, Rechtswissenschaften und Ökonomie an.

## Fernuniversitäten in der Welt
In Frankreich bieten viele Universitäten selbst ein Fernstudium an, z. B. die Université de Toulouse - Le Mirail (UTM). Weitere Fernuniversitäten sind die Open University in Großbritannien, die Universidade Aberta in Portugal, die spanische Universidad Nacional de Educación a Distancia (UNED), die italienische Unipegaso sowie die Open Universiteit Nederland. 

Die weltweit erste Universität, die zusätzlich zu ihren regulären Studiengängen auch Fernstudien anbot, war die University of London die diese Studiengänge seit 1858 und bis zur heutigen Zeit im Rahmen des University of London External Programme anbietet. Zahlreiche Fernuniversitäten gibt es auch in Ungarn. Hier bietet fast jede Universität bzw. Fachhochschule Fernunterricht an. Dies wird auch z. T. in deutscher und englischer Sprache angeboten.
Auch außerhalb Europas existieren einige Fernuniversitäten, so wurde beispielsweise bereits 1873 die Universität des Kaps der Guten Hoffnung in Südafrika gegründet. Sie bot lange Zeit keinen Unterricht, sondern nur Prüfungen an. 1916 wurde sie in University of South Africa (UNISA) umbenannt. Ab Ende der 1940er Jahre wurde dann per Post Fernunterricht angeboten. 2002 waren mehr als 150.000 Studierende eingeschrieben. Sie ist damit die älteste und größte Fernuniversität Afrikas. Gegenwärtig betreut die UNISA über 250.000 Studierende und gehört damit zu den größten Fernuniversitäten. 
Die größten Fernuniversitäten der Welt sind die Allama Iqbal Open University in Islamabad (der  Hauptstadt Pakistans) mit drei Millionen und die Indira Gandhi National Open University in New Delhi mit 1,8 Millionen eingeschriebenen Studierenden.